# Palmoliparis beckeri
Palmoliparis beckeri är en fiskart som beskrevs av Balushkin, 1996. Palmoliparis beckeri ingår i släktet Palmoliparis och familjen Liparidae. Inga underarter finns listade i Catalogue of Life.